# スガナミユウ
スガナミユウ（1981年 - ）は、福島県須賀川市出身の音楽家、アクティビスト。ソウルバンドGORO GOLOのボーカルを担当。2020年からライブハウス『LIVE HAUS』店長。

## 来歴
2002年、角張渉と安孫子真哉によるインディーレーベルSTIFFEEN RECORDSよりGORO GOLOの1st Album 『Times New Roman』をリリース。
2000年代後期から、音楽創作集団『音楽前夜社』を主宰。音楽制作のみならず、音楽イベントの主催や劇団ロロの劇伴を担当するなど多岐に渡り活動。音楽前夜社の活動はのちに『音楽前夜社 archives 1』としてまとめられ、CDにて発売された。
東日本大地震にて実家を失ったとのこと。
じゅんじゅん、やなぎさわまちこ、猪爪東風 (ayU tokiO)、音楽前夜社のメンバーらと、カルトポップバンド『MAHOΩ』を2011年に結成。スガナミは、猪爪と共に作詞作曲を担当。初ライブは、台湾出身のオルタナティヴ・ロックバンド 透明雑誌の来日公演。MAHOΩは2013年に突如解散を発表。リリースされた単独音源は、デモCDR『摩訶不思戯EP』のみ。
藤田千秋 (DEV CORNELIUS EX, A PAGE OF PUNK)、ふじわらりょう (フジロッ久(仮))、音楽前夜社のメンバーらと、バンド『ジャポニカソングサンバンチ』を2011年に結成。スガナミはディレクションを担当。スガナミとジャポニカソングサンバンチは、2012年より、ライブハウス新宿ロフトにて音楽イベント『新宿ロフト飲み会』を毎月開催。新宿ロフト飲み会は、チケット料金無し、２時間1000円飲み放題という破格の料金設定だった。ジャポニカソングサンバンチは、マッチ箱に音源のダウンロードコードを封入した『 火の元EP』、 忘れな草の種が入ったスウェードの布パッチに音源のダウンロードコードを封入した『忘れな草EP』など特殊パッケージ音源の自主リリースを経て、JETSET PRODUCTSより7インチレコードシングル『クライマックス』をリリース。2013年にふじわらが脱退。2014年にP-VINE RECORDSより1st Album『JAPONICA SONG SUN BUNCH』をリリース。スガナミはアルバム収録曲の『愛を夢を』の作詞作曲を担当。アルバム発売以降はバンドを離れている様子。
2013年、STIFEEN RECORDSと音楽前夜社のダブルネームにて、GORO GOLOの11年ぶりの新作『GOD SAVE THE DANCING QUEEN EP』を7インチレコードにてリリース。
バンド版Back to Backトーナメント『ステゴロ』を2013年に主催。ステゴロは、ドラムセット、アンプを2セット並べて1曲あるいは数分を間髪をいれず交互にサウンドクラッシュするという企画。勝敗は観客による拍手でジャッジを取り、ファイトマネーは優勝者総取り。観客動員の上がりと、観客・出場者による投げ銭が賞金となった。パンクバンドを中心に多数のバンドが出場し、第二回大会まで開催された。会場は下北沢SHELTER。
2013年頃、京王井の頭線池ノ上駅近くで、community space『池ノ上の音楽前夜社』を運営。
2014年、P-VINE RECORDSよりGORO GOLOの2nd Album『Golden Rookie, Goes Loose』をリリース。レコ発記念として開催された『音楽前夜社本公演』にはYkiki Beatや柴田聡子などが出演した。会場は下北沢BASEMENT BARと下北沢THREE。
同年夏には、7インチレコード『SUMMER HITS』をリリース。
バンドHave a nice day!の浅見北斗と望月慎之輔(元新宿ロフト)と共に、入場完全無料の音楽イベント『歌舞伎町Forever Free!!!』を新宿ロフトにて主催。歌舞伎町Forever Free!!!は2014年に数回に渡り開催され、当時の盛り上がりをコンパイルしたオムニバスアルバム『Fresh Evil Dead』がP-VINE REORDSからCDにてリリースされた。
P-VINE REORDSの社外ディレクターとして、 T.V.NOT JANUARY、東京スーパースターズ、SUPER DUMB、ぐっとクルーなどのリリースを担当。
2016年 ライブハウスのチケットノルマの廃止などを掲げ、下北沢THREEの店長に就任。
毎週金曜日に入場無料の音楽イベント『Block Party at THREE』を開催。毎月9日には、平和や戦争を考える入場無料の音楽イベント『9PARTY』を開催。どちらのイベントも、スガナミが下北沢THREEを退職するまで定期開催された。